# Jairon Zamora
Jairon Leonel Zamora Narvaez (Guayaquil, 5 febbraio 1978) è un ex calciatore ecuadoriano, di ruolo centrocampista.